# Wolin (isola)
L'isola di Wolin (in tedesco Wollin; in casciubo Wòlin) è un'isola polacca che divide, assieme alla vicina isola di Usedom, la laguna di Stettino dal mar Baltico. Appartiene amministrativamente al distretto di Kamień Pomorski, nel voivodato della Pomerania Occidentale, nei pressi del confine con la Germania.
L'isola ospita il Parco nazionale di Wolin, la principale attrazione turistica della Polonia nord-occidentale, dove si trova un santuario del bisonte europeo.

## Geografia

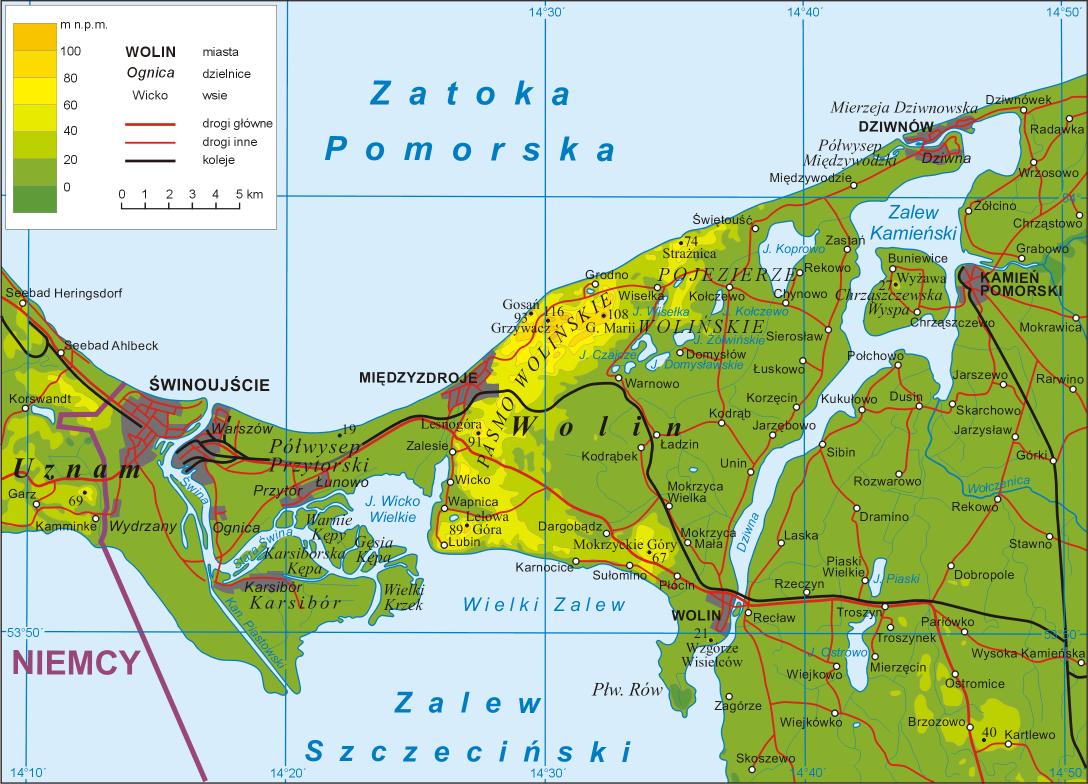
Mappa dell'isola di Wolin.

### Morfologia
I fiumi Świna e Dziwna separano l'isola rispettivamente dall'isola di Usedom (e ovest) e dalla terraferma costituita dalla regione della Pomerania (a est). L'isola è formata prevalentemente da bassopiani con qualche collina di origine post-glaciale culminanti nei 116 m del monte Grzywacz; è ricoperta da foreste per la maggior parte del territorio.

### Geografia antropica
Il territorio dell'isola si sviluppa prevalentemente del distretto di Kamień Pomorski e in misura minore nel distretto urbano di Świnoujście. I comuni (gmina) situati sull'isola sono Wolin (l'abitato principale), Międzyzdroje, Dziwnów e la stessa Świnoujście.

### Trasporti e infrastrutture
L'isola di Wolin è fornita di un porto situato nel comune di Wolin, dedicato prevalentemente ad attività turistiche. L'isola è attraversata dalla strada europea E65 (denominata Superstrada S3 secondo la nomenclatura polacca) in senso nord-sud e da una linea ferroviaria che collega Świnoujście con Stettino.
L'isola inoltre è attraversata dagli itinerari ciclistici EV10 (circuito del Baltico) e EV13 (circuito della Cortina di Ferro), parte della rete ciclabile europea EuroVelo; nonché dal sentiero europeo E9 (sentiero costiero europeo).

## Storia

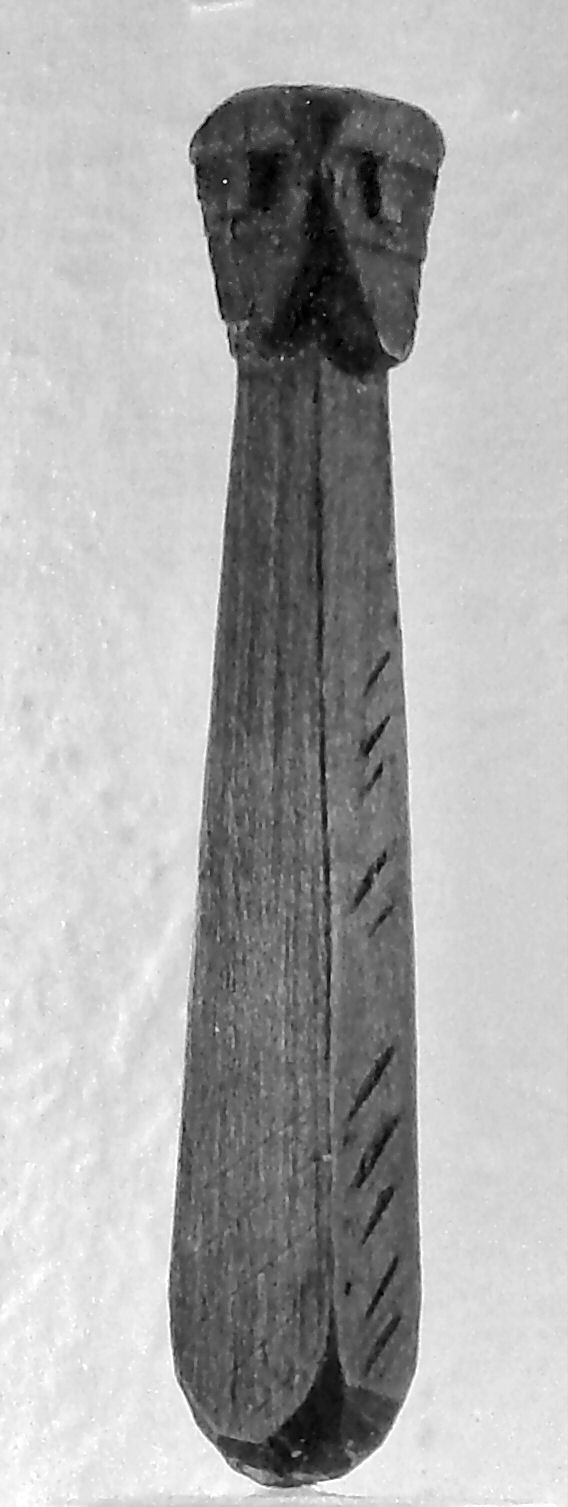
Una delle quattro figure di Svetovid utilizzate per il culto domestico, risalenti al IX o X secolo e ritrovate a Wolin.

L'etimologia del nome è sconosciuta, tuttavia ha probabilmente origine slava (dalla parola wolyn, terra umida) che poi è stata germanizzata nel corso dei secoli.
Nel corso della sua storia Wolin è stata conosciuta anche come Julin o Luijania (citata da Ibn Said al-Garnati), Jumne (Adamo di Brema) e Jomsborg (secondo una leggenda).

### Storia antica
Ritrovamenti di vasellame e utensili di pietra fanno risalire i primi insediamenti umani all'età della pietra (4200-1700 a.C.). Altri insediamenti rinvenuti sull'isola fanno pensare che nel corso dell'età del bronzo (1200-400 a.C.) si sia sviluppata la cosiddetta cultura lusaziana.
Nel periodo romano (400 a.C.-100 d.C.) l'isola era abitata da tribù di origine gotica, che a quel tempo viaggiavano dalla Scandinavia fino alle steppe della regione del Mar Nero. Numerose sepolture, tra cui il cimitero sulla collina Mlynowka nei pressi di Wolin, testimoniano l'attività e l'importanza della località derivante dalla sua posizione strategica lungo l'antica via dell'ambra, che collegava la regione baltica con il bacino del Mediterraneo.

### Medioevo
All'epoca delle invasioni barbariche, tra il V e il VI secolo, la zona fu abitata dagli Slavi. Scavi archeologici hanno rivelato un inesdiamento costruito nei pressi del guado sul fiume Dziwna (dove sorge l'odierna città di Wolin): esso fu abbandonato per circa un secolo ma, ripopolato tra la fine dell'VIII e l'inizio del IX secolo, divenne un importante porto nell'ambito dei fiorenti scambi commerciali nel mar Baltico e fu abitato dalla cosiddetta tribù dei Woliniani (che apparteneva al gruppo dei Veleti) che ne fecero un'importante roccaforte.
Il documento più antico che cita i Woliniani risale alla metà del IX secolo per mano del cosiddetto geografo bavarese, il quale menzionava 70 fortezze (Uelunzani civitates LXX) a difesa del territorio controllato dalla tribù.
La città di Wolin era la roccaforte principale nonché un importante emporio che si estendeva per 4 km lungo la costa, in competizione con altri importanti centri commerciali come Birka e Hedeby, facendone una delle più potenti del bacino dell'Odra e della Vistola. Il periodo di maggior sviluppo della città fu tra il IX e l'XI secolo: attorno all'anno 896 fu costruito un nuovo porto e la parte principale dell'abitato fu dotato di nuove e più massicce fortificazioni. Wolin viene menzionata per la prima volta nel 965 da Ibrahim ibn Ya'qub, inviato del califfato di Cordova in Europa centrale, come Weltaba e dotata di 12 porte. Un altro geografo e viaggiatore arabo, Ibn Said al-Garnati (seconda metà del XIII secolo), cita la città di Lujanija (Wolin) e il suo importante porto ("il più bello del Baltico") meta di molte navi.
Nell'anno 967 la città di Wolin passò sotto il controllo polacco a seguito della nascita della nazione polacca sotto la guida di Miecislao I. Questi infatti, supportato dal suocero Boleslao I di Boemia, combatté e sconfisse Wichmann II il giovane con cui Wolin era alleata; nel 972 anche il resto dell'isola passò sotto il controllo di Miecislao a seguito della sottomissione dell'intera Pomerania fino alla foce dell'Odra. Non è chiaro tuttavia se Wolin fu annessa al territorio polacco o ne divenne soltanto un feudo. Ad ogni modo, nel 1007 l'influenza polacca cessò del tutto, conseguentemente alla perdita della Pomerania occidentale nel corso della guerra polacco-tedesca combattuta sotto Boleslao I di Polonia.
Nella prima metà dell'XI secolo l'importanza di Wolin cominciò ad affievolirsi, minata dalla concorrenza di altri porti della Pomerania quali Kołobrzeg, Stettino e Danzica. In questo periodo Wolin diviene il rifugio di numerosi pirati che assaltavano le navi in transito nel Baltico, tant'è che il re di Danimarca Magnus I attaccò Wolin nel 1043 come rappresaglia. Un secondo attacco danese per combattere i pirati ebbe luogo nel 1098 ad opera di Eric I di Danimarca, il quale riuscì ad espugnare le difese e a conquistare un ingente bottino.
All'inizio del XII secolo l'isola tornò sotto il controllo polacco, quando il ducato di Pomerania, di cui era entrata a far parte, fu conquistato dal duca di Polonia Boleslao III, che riunificò la nazione in un unico Stato. La popolazione abbracciò presto la religione cristiana, introdotta da Ottone di Bamberga e favorita da Boleslao come mezzo per rafforzare la propria autorità nella regione. Nel 1140 il papa Papa Innocenzo II creò una diocesi la cui sede vescovile fu posta nella città di Wolin.
Wolin non recuperò più l'antico splendore. Fu distrutta e saccheggiata dai danesi nel 1173, 1177 e 1184 finché questi conquistarono l'intera Pomerania Occidentale nel 1186. All'inizio del XIII secolo i duchi di Pomerania si arresero al Margravio di Brandeburgo, passando nuovamente sotto l'egemonia del Sacro Romano Impero; condizione che perdurerà fino al XVI secolo.
Nel corso del XIII secolo Wolin, ridotta ad un piccolo insediamento, fu gradualmente ricostruita e dotata di nuove fortificazioni. Nel 1278 il duca di Pomerania Barnim I concesse i diritti di città, estensione del cosiddetto diritto di Lubecca, anche se Wolin non raggiunse mai più l'importanza di un tempo. Nel 1365 divenne un membro minore della anseatica Lubecca. Nel 1535 la popolazione di Wolin aderì al Luteranesimo: la città diede i natali a Jan Bugenhagen, un discepolo di Martin Lutero.

### Storia moderna

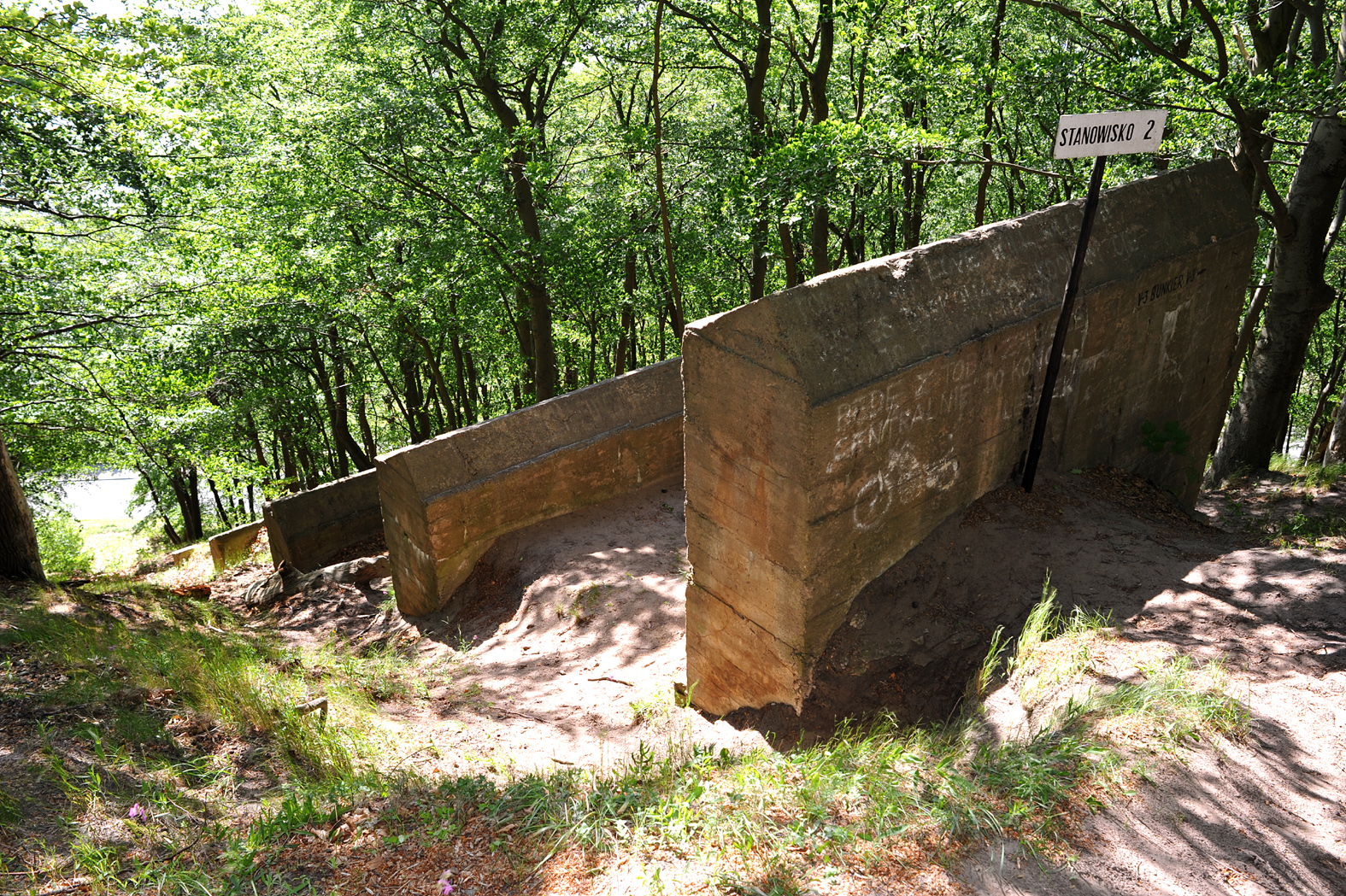
Alcune installazioni del cannone V3 nei pressi di Międzyzdroje.

Nel corso della guerra dei trent'anni, nel 1627, la protestante Pomerania fu occupata dalle truppe dell'imperatore Ferdinando II ma nel 1630 le isole di Wolin e Usedom furono conquistate dal re di Svezia Gustavo II Adolfo, che successivamente sottomise l'intera Pomerania Occidentale. Conseguentemente alla pace di Vestfalia del 1648 la Pomerania Occidentale fu divisa tra Svezia e Brandeburgo-Prussia: Wolin fu annessa all'impero svedese come parte di quella che venne denominata Pomerania svedese.
Nel 1720, con il trattato di Stoccolma che pose fine alla Grande guerra del Nord, la Svezia cedette Wolin e Usedom al Regno di Prussia per 10 milioni di talleri d'oro. Wolin mantenne a lungo i rituali propri della tradizione slava, ma con la fondazione dell'Impero tedesco nel 1871, Bismarck cominciò un'opera di germanizzazione, inasprita dall'applicazione del cosiddetto Kulturkampf, dei territori dell'impero non di lingua e cultura tedesca che gradualmente ne sostituì i costumi. A partire dalla seconda metà del XIX secolo circa 4000 toponimi in Pomerania furono germanizzati: Międzyzdroje fu mutato in Misdroy, Świnoujście in Swinemünde, ecc.

### Storia contemporanea
Durante la seconda guerra mondiale sull'isola furono costruite diverse installazioni militari tra cui la 6ª Scuola di Comunicazioni per l'Aeronautca Militare. Molte città, tra cui la stessa Wolin, furono distrutte nel corso dell'avanzata dell'Armata Rossa, supportata dall'esercito polacco, nelle fasi finali del conflitto. Al termine della guerra l'isola di Wolin, assieme all'intera Pomerania Occidentale, tornò polacca nell'ambito delle modifiche territoriali causate dalla seconda guerra mondiale; la popolazione tedesca fu cacciata e sostituita dai polacchi a loro volta espulsi dai territori della Polonia orientale, il Kresy, annessi all'Unione Sovietica.

## Archeologia, leggende e tradizione vichinga

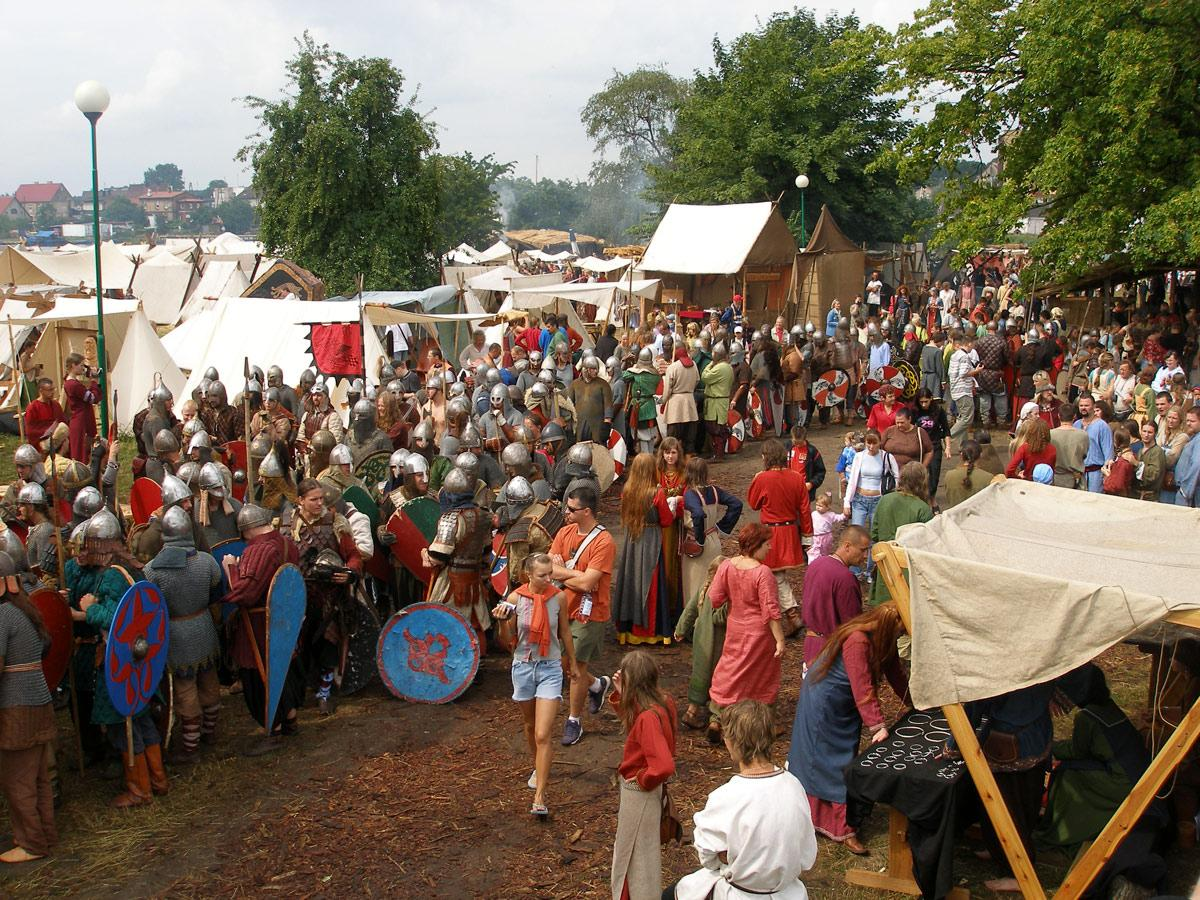
Un'immagine del "Festival degli Slavi e dei Vichinghi" del 2006.

Parecchie leggende e credenze sono nate a proposito della storia dell'isola di Wolin, alcune con fondamenti di verità. Secondo una delle più antiche Wolin (chiamata Iulin in qualche fonte medievale) sarebbe stata fondata da Giulio Cesare di cui si sarebbe conservata una lancia venerata come palladio della città e oggetto sacro in occasione di una festività celebrata all'inizio dell'estate nella zona di Wolin. Stando ad alcune dicerie, fino al XII secolo era presente a Wolin una colonna commemorativa dedicata al fondatore.
Ritrovamenti archeologici hanno dato fondamento ad altri miti: il ritrovamento dei resti di un mercato di grandi dimensioni hanno fatto pensare che Wolin fosse in realtà la semi-leggendaria città di Vineta o che comunque abbia gettato le basi per lo sviluppo della civiltà legata a Jomsborg.
Altri, tra cui Gerard Labuda, hanno rigettato questa tesi sostenendo che Vineta e Jomsborg fossero soltanto leggende. Stando ad alcuni scritti sempre di epoca medievale tra cui quelli di Adamo da Brema, Wolin (o Jomsborg) sarebbe stata "la più grande città europea" nel momento di maggior splendore e il porto sarebbe stato capace di ospitare 360 navi da guerra: gli scavi archeologici, sebbene abbiano rivelato un grande emporio forse secondo solo alla svedese Hedeby, non danno evidenza di una simile maestosità.
I primi scavi archeologici veri e propri ebbero luogo nel 1871 ad opera del tedesco Rudolf Virchow, noto principalmente per gli studi nell'ambito della patologia ma contraddistinto da una passione per l'archeologia. Virchow portò alla luce i primi resti del mercato che evidenziarono subito il passato grandioso di Wolin. Si ebbe subito un grande afflusso di appassionati di antichità: negli anni 1897-1898 la prima spedizione archeologica di stampo moderno fu organizzata da A. Stubenrauch; per la prima volta la civiltà di Wolin venne associata alla leggendaria Vineta.
L'entusiasmo per Wolin durò fino alla prima guerra mondiale. La sorte della repubblica di Weimar raffreddò gli interessi per Wolin, a parte qualche scavo da parte degli archeologi del Terzo Reich mirato a dimostrare l'origine germanica della civiltà, finché furono del tutto spenti con la seconda guerra mondiale: gran parte dei reperti rinvenuti fino a quel momento furono persi nel corso della guerra.
Le ricerche archeologiche ripresero solo nel 1952 per opera di Filipowiak Władysław, il quale portò alla luce la maggior parte dei reperti giunti ai giorni nostri. Il sito fu protetto e tutelato come importante sito archeologico.
Nei primi anni novanta, su proposta del Museo Nazionale di Stettino ed in collaborazione con diversi centri di ricerca scandinavi, è stata organizzata una mostra itinerante che mostra i risultati di più di un secolo di scavi a Wolin, dal titolo "Wolin-Jomsborg. Emporio vichingo in Polonia"; questa è stata presentata tra il 1991 e il 1992 in Danimarca, Norvegia e Islanda.
Nel 1993 è stato organizzato a Wolin il primo "Festival degli Slavi e dei Vichinghi", poi ripetuto annualmente, che rappresenta la più grande rievocazione storica Germanica-Slava-Vichinga d'Europa.